# Ashur-etil-ilani
Ashur-etil-ilani (Aššur-etel-ilāni) was koning van Assyrië van 630 v.Chr. - 623 v.Chr..
Hij was de opvolger van de laatste grote koning van het rijk Assurbanipal en raakte onmiddellijk bij zijn troonsbestijging in een gevecht verwikkeld met zijn broer Sin-shar-ishkun. Verder kwam zijn eigen generaal Sin-shumu-lishir tegen hem in opstand en greep voor korte tijd de troon. Ashur-etil-ilani zette de strijd voort, maar uiteindelijk kwam zijn broer toch op de troon. Intussen maakten de Chaldeeën onder bestuur van Nabopolassar van Babylon gebruik van de jarenlange burgeroorlog om in opstand te komen en een bondgenootschap met de Meden aan te gaan. Uiteindelijk leidde dit tot de ondergang van het Assyrische rijk.

## E-Ibbi-Anum
Langdon publiceerde in 1923 een inscriptie waarvan hij beweert dat deze in Dilbat gevonden was en waarin Aššur-etel-ilāni verklaart dat hij de E-Ibbi-Anum, de tempel van Uraš gerenoveerd heeft. Een hervatting van de opgravingen in Tell Deylan  in de jaren 2018-2020 hebben daar inderdaad de resten van deze tempel blootgelegd, inclusief inscripties van de oorspronkelijke bouwer, de Kassiet Kurigalzu. Er zijn redenen om aan te nemen dat het hier om Kurigalzu I gaat die bekend is voor zijn uitgebreide bouwprogramma.